# Tir aux Jeux olympiques d'été de 1984
Navigation
Moscou 1980 Séoul 1988
Sept épreuves de tir sportif sont disputées à l'occasion des Jeux olympiques d'été de 1984. Les tireurs américains terminent à la première place du classement des médailles.

## Tableau des médailles
| Rang | Nation               | Or | Argent | Bronze | Total |
| ---- | -------------------- | -- | ------ | ------ | ----- |
| 1    | États-Unis           | 3  | 1      | 2      | 6     |
| 2    | Chine                | 3  | 0      | 3      | 6     |
| 3    | Italie               | 1  | 1      | 1      | 3     |
| 4    | France               | 1  | 1      | 0      | 2     |
| 5    | Grande-Bretagne      | 1  | 0      | 3      | 4     |
| 6    | Canada               | 1  | 0      | 0      | 1     |
| 6    | Japon                | 1  | 0      | 0      | 1     |
| 8    | Autriche             | 0  | 1      | 0      | 1     |
| 8    | Colombie             | 0  | 1      | 0      | 1     |
| 8    | Danemark             | 0  | 1      | 0      | 1     |
| 8    | Pérou                | 0  | 1      | 0      | 1     |
| 8    | Allemagne de l'Ouest | 0  | 1      | 0      | 1     |
| 8    | Roumanie             | 0  | 1      | 0      | 1     |
| 8    | Suède                | 0  | 1      | 0      | 1     |
| 8    | Suisse               | 0  | 1      | 0      | 1     |
| 16   | Australie            | 0  | 0      | 1      | 1     |
| 16   | Finlande             | 0  | 0      | 1      | 1     |

## Résultats

### Hommes
| Épreuves                        | Or                        | Argent                      | Bronze                    |
| Carabine à 50 m trois positions | Malcolm Cooper 1173 pts.  | Daniel Nipkow 1163 pts.     | Alister Allan 1162 pts.   |
| Carabine à 50 m tir couché      | Edward Etzel 599 pts.     | Michel Bury 596 pts.        | Michael Sullivan 596 pts. |
| Carabine à air à 10 m           | Philippe Heberlé 589 pts. | Andreas Kronthaler 587 pts. | Barry Dagger 587 pts.     |
| Pistolet à 50 m                 | Xu Haifeng 566 pts.       | Ragnar Skanåker 565 pts.    | Wang Yifu 564 pts.        |
| Pistolet feu rapide à 25 m      | Takeo Kamachi 595 pts.    | Corneliu Ion 593 pts.       | Rauno Bies 591 pts.       |

### Femmes
| Épreuves                        | Or                   | Argent                 | Bronze                  |
| Carabine à 50 m trois positions | Wu Xiaoxuan 581 pts. | Ulrike Holmer 578 pts. | Wanda Jewell 578 pts.   |
| Carabine à air à 10 m           | Pat Spurgin 393 pts. | Edith Gufler 391 pts.  | Wu Xiaoxuan 389 pts.    |
| Pistolet à 25 m                 | Linda Thom 585 pts.  | Ruby Fox 585 pts.      | Patricia Dench 583 pts. |

### Mixte
| Épreuves          | Or                           | Argent                       | Bronze                       |
| Fosse olympique   | Luciano Giovannetti 192 pts. | Francisco Boza 192 pts.      | Daniel Carlisle 192 pts.     |
| Skeet             | Matthew Dryke 198 pts.       | Ole Riber Rasmussen 196 pts. | Luca Scribani Rossi 196 pts. |
| 50 m cible mobile | Li Yuwei 587 pts.            | Helmut Bellingrodt 584 pts.  | Huang Shiping 581 pts.       |